# Centaurium erythraea
Petite centaurée commune, Petite centaurée rouge, Érythrée
Espèce
Classification phylogénétique
Statut de conservation UICN

 LC  : Préoccupation mineure
Centaurium erythraea, la Petite centaurée commune, la Petite centaurée rouge ou l’Érythrée, est une espèce de plantes herbacées annuelles ou bisannuelles de la famille des Gentianaceae.

## Description
C'est une plante plutôt basse, formant généralement une tige érigée solitaire aux extrémités ramifiées, aux feuilles basales en rosette, aux fleurs roses en cymes bipares. Elle pousse dans les pâturages humides. Elle est connue également sous le nom d'herbe à fièvre.
Organes reproducteurs
La floraison a lieu de juin à juillet.
- Type d'inflorescence : cyme bipare
- Répartition des sexes : hermaphrodite
- Type de pollinisation : entomogame, autogame

Graine
- Type de fruit : capsule
- Mode de dissémination : anémochore

Habitat et répartition
- Habitat type : voir sous-espèces
- Aire de répartition : atlantique, eurasiatique, méditerranéen occidental, méditerranéen oriental

## Sous-espèces et variétés

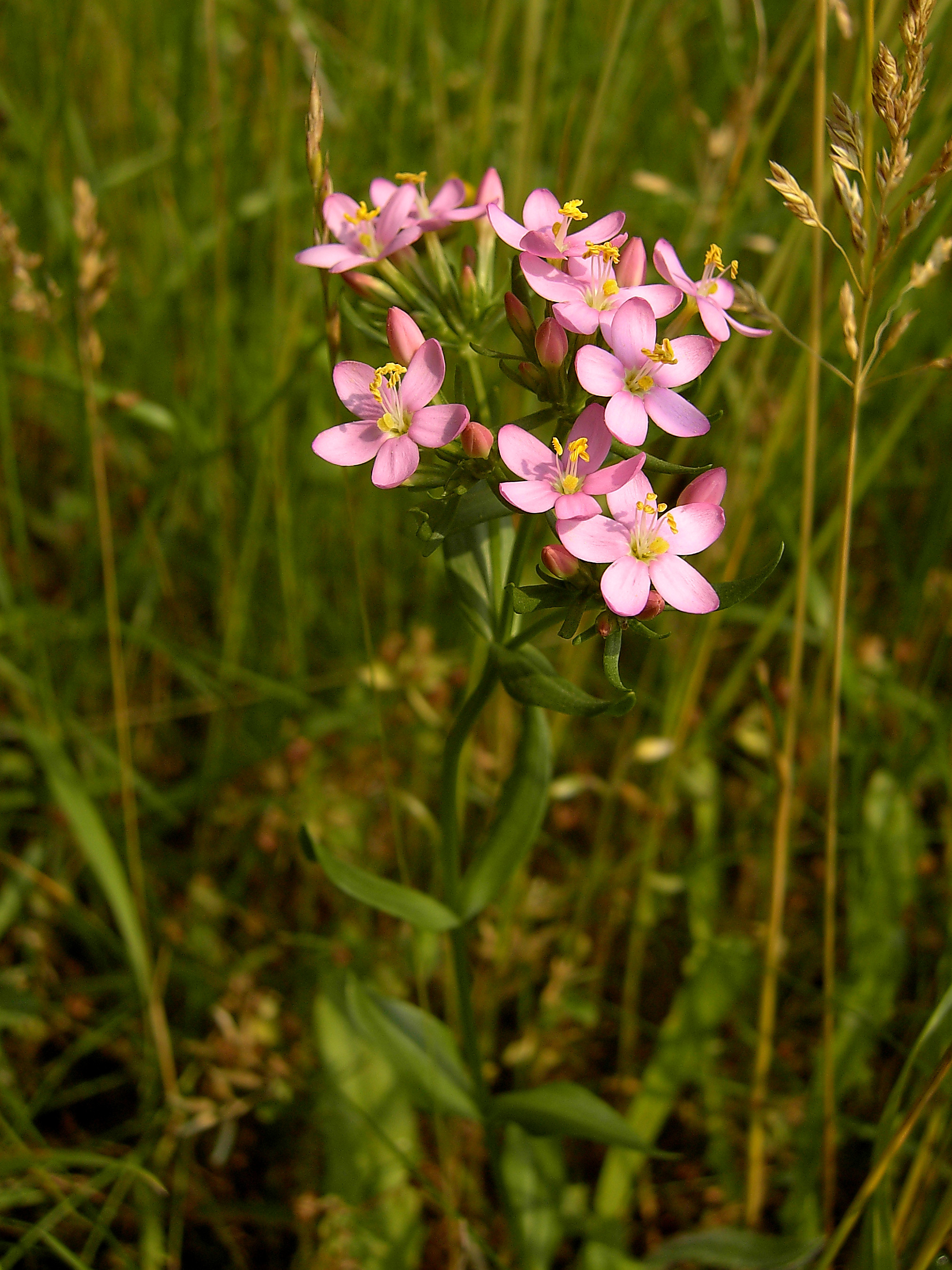
Cymes

- Centaurium erythraea Rafn subsp. erythraea var. capitatum (Willd.) Melderis des tonsures - annuelles subnitrophiles submaritimes, psychrophiles, atlantiques, de la bordure atlantique.
- Centaurium erythraea Rafn subsp. erythraea var. erythraea des tonsures hygrophiles européennes, eurasiatique.
- Centaurium erythraea Rafn subsp. majus (Hoffmanns. & Link) Laínz des tonsures hygrophiles inondables, thermophiles, subméditerranéennes, mésotrophiles, bassin méditerranéen occidental.
- Centaurium erythraea Rafn subsp. rhodense (Boiss. & Reut.) Melderis des tonsures hygrophiles inondables, thermophiles, subméditerranéennes, mésotrophiles, bassin méditerranéen oriental.
- Centaurium erythraea Rafn subsp. rumelicum (Velen.) Melderis des tonsures hygrophiles inondables, thermophiles, subméditerranéennes, mésotrophiles, bassin méditerranéen occidental.

Données d'après: Julve, Ph., 1998 ff. - Baseflor. Index botanique, écologique et chorologique de la flore de France. Version : 23 avril 2004. 

## Pharmacopée

### Appareil digestif
Son intérêt réside surtout dans ses principes amers, qui lui confèrent la propriété de stimuler les sécrétions du foie et de l'estomac. On l'utilisera donc pour des problèmes d'estomac, digestions difficiles, dyspepsie, insuffisance hépatique.

### Activité antioxydante
Dans cette étude, plusieurs investigations et tests ont été effectués pour déterminer l'activité antioxydante et le potentiel d'inhibition de l'acétylcholinestérase et de la tyrosinase de Centarium umbellatum. 

### Autres
Ses sommités étaient l'un des multiples constituants de la thériaque de la pharmacopée maritime occidentale au XVIIIe siècle .
Cette plante pourrait fournir une source naturelle potentielle de composés bioactifs et pourraient être bénéfiques pour la santé humaine, en particulier dans les troubles neurodégénératifs et comme sources d'antioxydants naturels dans l'industrie alimentaire.

## Dénominations
Ce taxon porte en français les noms vernaculaires ou normalisés suivants :
- Érythrée[4] ;
- Érythrée petite-centaurée[4],[5],[6] ;
- Érythrée centaurée[6] ;
- Herbe à la fièvre[6] ;
- Herbe au centaure[6] ;
- Petite centaurée[4],[6] ;
- Petite centaurée rouge[4] ;
- Petite-centaurée commune[4] ;
- Petite-centaurée érythrée[4] ;
- Petite-centaurée rouge[4],[6].